# Стара Весь-Перша (Люблінське воєводство)
Стара Весь-Перша (пол. Stara Wieś Pierwsza) — село в Польщі, у гміні Бихава Люблінського повіту Люблінського воєводства.
Населення — 464 особи (2011).

## Демографія
Демографічна структура станом на 31 березня 2011 року:
|          | Загалом | Допрацездатний вік | Працездатний вік | Постпрацездатний вік |
| -------- | ------- | ------------------ | ---------------- | -------------------- |
| Чоловіки | 233     | 45                 | 160              | 28                   |
| Жінки    | 231     | 42                 | 126              | 63                   |
| Разом    | 464     | 87                 | 286              | 91                   |